# Mordellistena helvetica
Mordellistena helvetica es una especie de coleóptero de la familia Mordellidae.

## Distribución geográfica
Habita en Suiza.